# Champaign
Champaign város az USA Illinois államában, Champaign megyében. Lakosainak száma 88 302 fő (2020. április 1.).

## Története
Champaignt 1857-ben alapították West Urbana néven.
1860-ban a település Champaign nevet kapta, amikor városi rangot kapott.

## Népesség
A település népességének változása:
| Lakosok száma | 1727 | 81 055 | 88 302 |
|               | 1860 | 2010   | 2020   |

## Híres champaigiak
- Jack McDuff (1926–2001), zenész
- Bob Richards(wd) (1926–2023) olimpiai bajnok amerikai atléta, rúdugró és politikus
- Saul Perlmutter (* 1959), csillagász és fizikus
- David Ayer (* 1968), rendező
- Ludacris (* 1977), rapper
- Somi (* 1981), énekesnő